# Sofitova nagrobna stela
Sofitova nagrobna stela je apnenčasta plošča, pridobljena v trgovini s starinami leta 2004 s helenističnim nagrobnim epigramom, napisanim v stari grščini. Podana lokacija je Kandahar v južnem Afganistanu (starodavna Aleksandrija Arahozijska). Z napisom se Sofit, verjetno indijskega porekla, bralcu predstavi kot potujoči trgovec, ki se je po letih bogat vrnil v domači kraj. Napis kaže na visoko stopnjo grške izobrazbe.
Plošča je v zasebni lasti; napis so objavili Paul Bernard, Georges-Jean Pinault in Georges Rougemont.

## Opisno gradivo in paleografija
Bela kvadratna apnenčasta plošča (62 × 62 cm) ima največjo debelino 12,5 cm in je popolnoma ohranjena. Prihaja iz trgovine s starinami in naj bi jo našli v Kandaharju, starodavni Aleksandriji Arahozijskii. Zaradi izkopavanj je o tem helenističnem mestu malo znanega.
Hrbtna stran plošče ni dokončana, kar pomeni, da ne bi smela biti vidna. Stranske površine ne kažejo niti anatiroze niti lukenj za čep. Sprednja stran je skrbno zglajena in ima naslednjo razporeditev: širok rob na levi (17,5 cm), prazen rob zgoraj 3 cm, spodaj 4 cm. Osupljiv je velik razmik med vrsticami: pri črkah, ki so v povprečju velike 1 cm, je medvrstica približno 1,75 cm. Črke Epsilon, Sigma in Omega imajo tako imenovane 'lunarne' oblike kurzivne pisave.
Popisana apnenčasta plošča je bila verjetno namenjena vstavitvi v steno mavzoleja, omenjenega v napisu.

## Grško besedilo
Σωφύτου στήλη
Δ Δηρὸν ἐμῶγ κοκυῶν ἐριθηλέα δώματ᾽ ἐόντα

Ι ἲς ἄμαχος Μοιρῶν ἐξόλεσεν τριάδος·

Α αὐτὰρ ἐγὼ, τυννὸς κομιδῆι βιότοιό τε πατρῶν

Σ Σώφυτος εὖνις ἐὼν οἰκτρὰ Ναρατιάδης,

Ω ὡς ἀρετὴν Ἑκάτου Μουσέων τ᾽ ἤσχηκα σὺν ἐσθλῆι

Φ φυρτὴν σωφροσύνηι, θήμος ἐπεφρασάμην

Υ ὑψώσαιμί κε πῶς μέγαρον πατρώϊον αὔθις·

Τ τεκνοφόρον δὲ λαβὼν ἄλλοθεν ἀργύριον,

Ο οἴκοθεν ἐξέμολον μεμαὼς οὐ πρόσθ᾽ ἐπανελθεῖν

Υ ὕψιστον κτᾶσθαι πρὶμ μ᾽ άγαθῶν ἄφενος·

Τ τοὔνεκ᾽ ἐπ᾽ ἐμπορίηισιν ἰῶν εἰς ἄστεα πολλὰ

Ο ὄλβον ἀλωβήτος εὐρὺν ἐληισάμην

Υ ὑμνητὸς δὲ πέλων πάτρην ἐτέεσσιν ἐσῖγμαι

Ν νηρίθμοις τερπνός τ᾽ εὐμενέταις ἐφάνην·

Α ἀμφοτέρους δ᾽ οἶκόν τε σεσηπότα πάτριον εἶθαρ

Ρ ῥέξας ἐκ καινῆς κρέσσονα συντέλεσα

Α αἶάν τ᾽ ἔς τύμβου πεπτωκότος ἄλλον ἔτευξα,

Τ τὴν καὶ ζῶν στήλην ἐν ὁδῶι ἐπέθηκα λάλον.

Ο οὕτως οὖν ζηλωτὰ τάδ᾽ ἔργματα συντελέσαντος

Υ υἱέες υἱωνοί τ᾽ οἶκον ἔχοιεν ἐμοὖ.

## Vsebina
V prvi osebi Sofit, Naratesov sin, poroča, da je usoda uničila nekoč uspešno hišo njegovih prednikov in da je sam ostal mlad (ali majhen) brez podpore, a je imel temeljito grško izobrazbo. Po tehtnem premisleku je vzel denar z obrestmi in se odselil z namenom, da se vrne domov šele, ko bo obogatel. Kot trgovec je nato prepotoval mnoga mesta in pridobil veliko bogastvo. Po dolgem času se je vrnil domov, zdaj znan človek. To je ugajalo tistim, ki so bili do njega dobro naklonjeni. Hišo svojih staršev, ki je propadla, je dal obnoviti in zgraditi drugo, boljšo. »Za Ajo, ki je padla iz grobnice (figura Aje? zatrep?), sem dal narediti še eno in dodal ta opisni napis na pot, ko sem bil še živ.« Sofit zaključi z željo, da bi njegovi otroci in vnuki želeli njegove lastne zgradbe.

## Komentar

### Sofit, Naradov sin
Sofit in Naratos nista grški imeni. Georges-Jean Pinault sumi, da gre za indijska imena in primerja starogrško Σώφυτος Sṓphytos z indijskim osebnim imenom Subhūti, ki se večkrat pojavlja v budistični legendi. Pomeni 'blaginja'. Patronim Naratos ni ne grški ne iranski, vendar je osnovno indijsko ime manj jasno identificirano. Pinault meni, da bi to lahko bila skrajšana oblika *starogrškega Ναραδαττος Naradattos. Indijsko osebno ime Naradatta je večkrat izpričano v budistični literaturi. Ali pa se je sanskrtsko ime Nārada preko srednjeindijskega *Naraδa preoblikovalo v starogrško Νάρατος Náratos.
Medtem ko Naratos sicer ni potrjeno kot grško ime, se ime Sofites ali Sofitos pojavi v 4./3. stoletju. stoletje pr. n. št. večkrat na kovancih z vzhoda helenističnega kulturnega prostora, »kar nam žal malo pove o našem Sofitu v Kandaharju v 2. stoletju«.

### Grško izobraževanje
Nenavadno dolg epitaf je sestavljen iz desetih elegičnih distihov v arhaični grščini. Prva črka vsake vrstice se ponovi in, če se bere od zgoraj navzdol, se glasi: ΔΙΑ ΣΩΦΥΤΟΥ ΤΟΥ ΝΑΡΑΤΟΥ »Od Sofita, (sina) Naratosa«. Ta zasnova besedila mora gledalcu jasno povedati, da gre za akrostih. Aluzije na Homerja in aleksandrijsko poezijo, zlasti Kalimaha (Hekale), kažejo na visoko raven grške izobrazbe. V smislu napisa je to vir, ki je Sofitu omogočil, da je svojo usodo uspešno vzel v svoje roke.

### Zgodovinsko ozadje
Ob prvi objavi je bil napis na podlagi paleografskih značilnosti datiran v čas okoli 150–130 pr. n. št. Če je, kot pravi napis, Sofit že kot otrok doživel hud udarec usode, lahko to pogojno povežemo s ponovno osvojitvijo pokrajine okoli Kandaharja s strani grško-baktrijskega kralja Demetrija I. (okoli 190 pr. n. št.). To je potencialno pomenilo družbeni ali gospodarski upad za indijske družine, ki so sestavljale višji razred v starodavni Aleksandriji v Arahoziji pod vladavino Maurijcev. 40 let kasneje, ko se je Sofit vrnil in dokumentiral svoj visok status s stavbami in napisi, je bilo njegovo rojstno mesto v domeni grško-baktrijskega kralja Menandra. Glede na to ozadje je razumljivo, zakaj je Sofit poudarjal svojo helenistično izobrazbo. Vse pa je odvisno od paleografske datacije, o kateri se dvomi že od prve objave. Zelo verjetno je napis Sofit iz konca 1. stoletja pr. n. št. ali zgodnjega 1. stoletje našega štetja. Nastal je torej v času, ko je Arahoza pripadala imperiju indo-partskega kralja Gondofarja. »Takrat Sofit ni želel narediti vtisa s svojimi verzi na vladajočo grško elito, temveč grške in helenizirane prebivalce regije, ki so govorili grško in so jih zanimale manifestacije helenistične kulture, kot je napis v čednih verzih, čeprav so živeli v politično razdrobljenem in hitro spreminjajočem se svetu, z dinasti iz različnih jezikovnih in kulturnih okolij, ki tekmujejo za nadzor.«